# Laurus
Pour les articles homonymes, voir Laurus (homonymie).
Genre
Classification phylogénétique
Laurus (les lauriers) est un genre de plantes à fleurs de la famille des Lauracées. Il contient trois espèces d'arbres sempervirents.

## Espèces
- Laurus azorica originaire des Açores (et apparemment du nord de l'Espagne).
- Laurus nobilis originaire du bassin méditerranéen et du Proche-Orient.
- Laurus novocanariensis originaire de Madère, des îles Canaries et du Maroc.

## Écologie
Du mot Laurus on a dérivé les adjectifs "laurifolié" et "lauriphylle" qui désignent les espèces dont les feuilles ressemblent (par la forme et la texture) à celles des lauriers. Le terme "laurisylve" quant à lui désigne les forêts dominées ou structurées par des espèces laurifoliées, que l'on rencontre particulièrement sous les climats humides et chauds, et donc souvent sur les pourtours océaniques ou maritimes chauds.

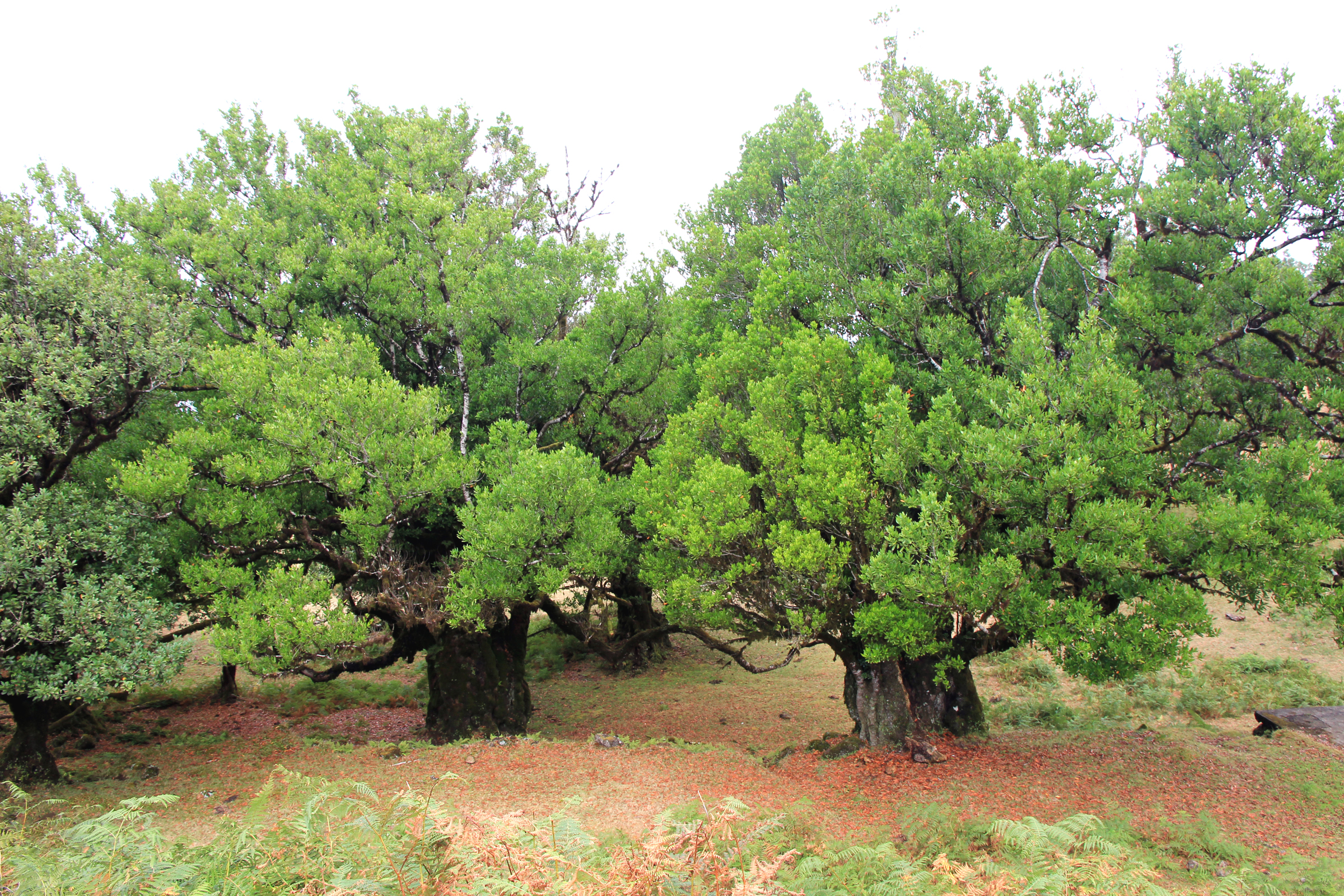
Très vieux Laurus à Madère.